# باشگاه فوتبال هارفیلد یونایتد
باشگاه فوتبال هارفیلد یونایتد (به انگلیسی: Harefield United Football Club) یک باشگاه فوتبال در شهر هارفیلد، کشور انگلستان است که در سال ۱۸۶۸ میلادی تأسیس شده‌است.